# Amaraji (ort)
Amaraji är en ort i Brasilien.   Den ligger i kommunen Amaraji och delstaten Pernambuco, i den östra delen av landet, 1 600 kilometer nordost om huvudstaden Brasília. Amaraji ligger 262 meter över havet och antalet invånare är 16 660.
Terrängen runt Amaraji är kuperad åt nordväst, men åt sydost är den platt. Närmaste större samhälle är Ribeirão, 16,7 kilometer sydost om Amaraji.
Omgivningarna runt Amaraji är en mosaik av jordbruksmark och naturlig växtlighet. Runt Amaraji är det ganska tätbefolkat, med 83 invånare per kvadratkilometer.